# ときめきメモリアル Girl's Side
『ときめきメモリアル Girl's Side』（ときめきメモリアル ガールズサイド、略称は「ときメモGS」）は、2002年6月20日、コナミ（現・コナミデジタルエンタテインメント）からPlayStation 2向けに発売された女性向け恋愛シミュレーションゲーム。製作会社はコナミコンピュータエンタテインメント東京。開発協力にテンキー。
移植版として2007年3月15日にニンテンドーDS専用ソフト『ときめきメモリアル Girl's Side 1st Love』（ -ガールズサイドファーストラブ、略称は「GSDS」）が発売、2009年3月12日にはGSDSのフルボイス版『ときめきメモリアル Girl's Side 1st Love Plus』が発売された。また、HD解像度化や高音質化が行われたNintendo Switch版『ときめきメモリアル Girl’s Side 1st Love for Nintendo Switch』が2024年2月14日にダウンロード専用ソフトとして発売された。

## ゲームの特徴
元々の『ときめきメモリアル』が男性プレイヤー向けなのに対して、本作は女性プレイヤー向けで、女性主人公が男性キャラクターに恋愛する内容になっている。このため、内容も女性プレイヤー向けを意識した部分が多く見られる。
ゲームを始める時に4種類の中から自分の部屋を選ぶ。「クール・シンプル派」「エレガント派」「ファンシー派」「和風のんびり派」。どの部屋を選ぶかによって、入学式で登場する同級生の女の子と学園生活で鍛えることになるパラメータの初期値が変わる。
入学式に向かう途中でぶつかった男の子と同じクラスになるといったお決まりの展開から始まる。休日はショッピングに出かけ、洋服やアクセサリーなどをそろえることができ、デートの時だけでなく、普段着も着替えることができる。また、異性だけでなく、同性のキャラクターと友達になって、一緒に勉強したり、喫茶店に行って話をしたりもできるなど、恋愛以外の要素も色々と採り入れられている。
このため、男性キャラクターとの恋愛が成立しなくても、各同性キャラクターとの友情エンディングもある。一方で、同性のキャラクターが恋のライバルになる展開もある。
男性向けのシリーズにあった「根性」と呼ばれるパラメータに代わり、「気配り」というパラメータが存在し、友人と遊んだり部活・アルバイトをしていると上昇していく。このパラメータは数学・技術家庭科の試験成績や合宿時の食事当番の料理成功の判定、バレンタインの手作りチョコ作成時の補正などに関わる。他に「文系」と「理系」は「学力」に、「体調」と「ストレス」は「ストレス」にそれぞれ統合されたほか、「雑学」は「流行」に、「容姿」は「魅力」にそれぞれ名前を変えている。
主題歌も女性プレイヤーを意識し、B'zが担当している。また、男性向けのシリーズでは無名の声優を起用しているが、本作では有名声優を多く起用している。
本作（プレイステーション2版）の開発資金の一部は『3』のそれとともにゲームファンド ときめきメモリアル（ときメモファンド）によって調達された。ファンド設定当初は「（女性ユーザ向け）新ときめきメモリアル」という仮称であった。
後に移植されたDS版では、新キャラ「天童壬」と新スチル、親友シナリオ、スキンシップ、キスED、親友となった男性キャラクターが主人公の本命が他にいると分かりつつ告白する親友告白EDが追加されている。OPアニメと歌、EDの歌等は入っていない。その他にも主人公の服が続編の『ときめきメモリアル Girl's Side 2nd Season』の服に置き換えられている。女性キャラクターとのVS状態はPS2版同様回避できない。

## ゲーム内容
このゲームの主人公（プレイヤー）は、架空の都市・はばたき市にある私立はばたき学園に入学した女子生徒である。勉強や部活、アルバイトなどの高校生活を送り、あこがれの男の子と仲良くなると卒業式の日に告白される可能性が高まる。
バレンタインでは旧来のシリーズと違って自分からチョコレートを用意して最大3人にプレゼントできる（手作りの本命チョコ、高級チョコレート、義理チョコ）。ホワイトデーにはお返しが貰える。相手の好感度が高ければ特別なお返しでステータスを少しアップさせることが出来る。

### 部活
運動系の部活と文化系の部活があり、どの部活も共通して気配りが上がりやすい。部活実行回数が多ければクラブマスターとなり、所属部にあわせた進路が開ける。また、運動系の部活と吹奏楽部には第3日曜日に練習試合や全体練習日があり、2回（吹奏楽部は1回）サボると退部させられてしまう。8月には全クラブ一斉合宿があるものの、他のクラブ員とは顔をあわせることは無い。合宿中には『料理当番』があり、気配りのパラに応じて作れる料理や相手の感想が違い、相手の好感度が変化する。
野球部
日比谷渉が所属する。主人公はマネージャーとして入部。学力は運動部系で唯一下がらない。気配りが上がりやすく運動もわずかながら上昇するが、芸術、流行、魅力が下がる。
女子バスケット部
練習場は男子バスケ部と一緒なので、鈴鹿和馬や紺野珠美と頻繁に顔を会わせることができる。
テニス部
須藤瑞希が所属している。運動の他、芸術も上がっていくのが特徴。
チアリーディング部
藤井奈津実が所属。部活類の中では最も学力低下の数値が高い。野球部とバスケ部の練習試合を交互に応援している。魅力が上がりやすい。
園芸部
守村桜弥が所属している。学力と気配りがどんどんあがり、芸術もわずかに上がる。
美術部
三原色が所属している。芸術が上がるほか、流行も上がりやすい。
吹奏楽部
氷室零一が顧問をしており、指揮者も彼が行っている。運動部と同じく、第3日曜日は全体練習がある。氷室が厳しいので全体練習を1回でもさぼる他、補習を受けると退部になってしまう。芸術が主に上がる他、学力も少しあがる。
手芸部
特に所属している生徒はいない。他には合宿の料理当番の日には天之橋一鶴が顔を出す。気配りが大きく上昇し、流行や芸術も上がっていくが魅力は下がってしまう。文化祭3年目の出展のウェディングドレスのファッションショーで見られるときめき状態の男子キャラクター達の台詞は他の部活よりも甘いと評判である。

### アルバイト
どのアルバイトも長く続けていれば卒業後に就職しないかと誘われる。
喫茶店アルカード
近くに葉月珪がよく利用する撮影所がある。葉月自身もよくこの店に訪れる。
スタリオン石油
ガソリンスタンド。姫条まどかのアルバイト先。
花屋アンネリー
有沢志穂のアルバイト先。有沢のイメージと反して流行が上がり、学力が下がってしまう。
ウィニングバーガー
藤井奈津実のアルバイト先。藤井のイメージと反して学力が上がり、流行が下がる。
DS版ではアンネリーとウィニングバーガーで上下する数値が入れ替わっている。
ブティック・ジェス
花椿がオーナーをしている。
雑貨屋シモン
花椿がオーナーをしている。
沙羅曼陀（デバッグ）
なかなかバグが取りきれないデバッグのアルバイト。ストレスが上がりやすく、すべての能力が下がりやすい。

### DS版の追加要素
スキンシップモード
蒼樹千晴、天童壬、花椿吾郎、女の子以外のキャラに用意されている。タッチペンでキャラクターに触れるといろいろな反応をしてくれる。スキンシップに成功すると好感度も上がる。
親友モード
DS版の追加要素。一定以上の好感度の男性キャラクターが2人以上いると親友モードに突入することがある。

### 伝説
本作でも『ときめきメモリアル』シリーズの伝統である「伝説」は存在する。しかし男性向けシリーズとは異なり、卒業式にその伝説に則って結ばれたカップルは永遠に幸せになれるという明確に言い伝えられているものではない。
あるのは、その伝説の場所に関する愛し合いながらも引き裂かれた男女の昔話的な物語で、ストーリーは途中で終わってしまい結末はわからない。主人公（プレイヤー）はその場所で告白を受ける事により、伝説の結末を体現し、自らがその物語の主人公となる事で伝説の成就となる。
本作に登場する伝説の場所は、学園敷地内にある『教会』。

## 登場キャラクター

### 男性キャラクター
葉月 珪（はづき けい）
声：緑川光
成績優秀、スポーツ万能の高校生モデル。理想とする女の子への条件が高い。無口でマイペース。少し無愛想な見た目からは意外にも猫が大好き。ドイツ人のステンドグラス職人を祖父に持つクォーターであり、両親とは離れて暮らしている。彼がよく仕事に通うスタジオの近くに喫茶店があり、主人公はそこでアルバイトをすることが出来る。非常に記憶力が高く、覚えたことは殆ど忘れることはないのだが、いつ何処でも寝てしまう癖がある。その為、期末テスト中に寝て0点を取る、公園で昼寝して仕事をすっぽかす、道端で寝てしまって教師である氷室零一に注意されるなどの失敗をしてしまうことも。交友関係はあまり広くないようだが、守村桜弥とは中学時代からの友人である。シルバーアクセサリー作りに興味があり、フリーマーケットに参加して売っていることもある。帰宅部。卒業後は家から近い一流（いちながれ）大学に進学する。枕投げの時の必殺技「モデルウォーク」は見た者を魅了させて動きをとめる。ファンからは「王子」と呼ばれることが多いが、本人はこのことをよく思っていない。
名前の一部には玉部が組み込まれており、この流れは次回作である『ときめきメモリアル Girl's Side 2nd Kiss』でも継続された。
誕生日は1986年10月16日。身長は178cm。血液型はA型。好みの服装はピュア系。学年演劇ではシンデレラの王子役。
好きな香りはシトラスミント（はばたきウォッチャー参照）
守村 桜弥（もりむら さくや）
声：石田彰
心優しい優等生。開業医の一人息子であり、父親は後を継がせたいと考えている一方、本人は植物が好きなので樹木医を希望しているため、そりが合わない。また、母親も家を出ている様子。植物以外にも豊富な知識を持ち、物事を解説・説明する場面も多い。誰に対しても敬語口調で話す。猫舌。気弱で守りに入りやすい性格だが女の子を守る為になら前に出ることが出来る勇気を持っている。趣味はゲーム。メインキャラの中に友人が多く、氷室零一や天之橋一鶴とも交友がある（だが中学時代は逆によく1人でいたらしい）。テスト期間中には生徒同士の答え合わせで忙しいという場面も。運動は苦手で泳げない。部活は園芸部。名前の由来は守りに入りやすい性格と桜のように可憐な少年というイメージから。枕投げの時の必殺技「自然の守り」は姿を消して行動できる。卒業後は一流大学の農学部に進学する。
誕生日は1986年7月2日。身長は163cm。血液型はO型。好みの服装はピュア系。学年演劇ではロミオとジュリエットのロミオ役。
好きな香りはジャスミン
鈴鹿 和馬（すずか かずま）
声：檜山修之
ストレートな性格のスポーツ少年。1年生の時点で、バスケ部のレギュラー。将来の夢はアメリカにバスケット留学をすること。実力はあるのだが、チームワークを考えられないワンマンな所があるのが欠点である。非常に字が汚く、小学生が力いっぱい書いたような年賀状を送ってくる。勉強嫌いで、成績も良くない。実は自分とは正反対である優等生の守村とは親友同士であり、彼とゲームセンターで遊ぶ事もある。姫条まどかとはよく補習を受ける仲間。名前の由来は「鹿」と「馬」という文字に隠されている。また、苗字は「鈴鹿サーキット」から採られている。ちょっと短気だがいざという時は頼れる。出会った最初の頃はぶっきらぼうな態度をとることが多いが、仲が深まっていくにつれてとてもシャイな一面を見せてくれる。いわゆるツンデレキャラ。枕投げの時の必殺技「ナイアガラダンク」は相手を蹴散らすことが出来る。卒業後は主人公と一緒にバスケット留学を目指す為、主人公が鈴鹿と結ばれた場合主人公の進路が不明になってしまう。
誕生日は1986年12月4日。身長は171cm。血液型はB型。好みの服装はスポーティ系。学年演劇では金色夜叉の寛一役。
好きな香りはマリン
姫条 まどか（きじょう まどか）
声：置鮎龍太郎
関西出身のお調子者。ガソリンスタンドでバイトをしている。地黒なのか焼いているのか定かではないが、褐色の肌をしている。子供の頃の写真では当時から肌の色が濃いめに見える。人付き合いがよく、主人公とも程なく友好状態にはなるが、その後の攻略は難しい。鈴鹿と同様、成績は良くない。父親とは仲違いしており、母親は亡くなっている。お世話になった先輩に貰ったバイクを大切にしている。現在は一人暮らしをしている為か料理は結構出来て、主人公にお弁当をくれることも。進路はフリーターだが、起業に興味を持っているようである。守村や鈴鹿とは友人（鈴鹿とは補習仲間）。氷室には成績や素行のことで注意されることも多いようだ。軽い性格に見えるが根は真面目で純情。帰宅部。流行に敏感で、バレンタインでは沢山のチョコレートを貰っている。枕投げの時の必殺技「クラッシュバイク」は相手を蹴散らすことが出来る。年賀状は、個性的なデザインのものを送ってくる。卒業後は社会勉強のためにフリーターになる。
好きな香りはムスク
誕生日は1986年6月18日。身長は185cm。血液型はA型。好みの服装はセクシー系。学年演劇ではアラジンのアラジン役。
三原 色（みはら しき）
声：三木眞一郎
有名芸術家の両親を持ち、自身も高校生ながら天才芸術家。博物館には彼の作品が飾ってある。母親を「マミー」と呼び、デート中にもマミーに会いたくなって切ない顔をすることがある。美術部所属。個性的でナルシストな所もあるが、平和主義かつ博愛主義でとても純粋な性格。美しいものを愛しており、それは自然物であっても人工物であっても変わらない。だが絶叫マシンやバンジーなども好きなど意外な一面も。『ときめきメモリアル2』に登場する三原咲之進との血縁関係はない。名前の由来は三原色（さんげんしょく）から来ている。枕投げの時の必殺技「色素分解」は光の三原色に分身して行動出来るようになる。期末試験の際には「芸術」の科目で彼は毎回100点を出している。卒業後は世界一周旅行に旅立つ。
好きな香りはローズフレバー
誕生日は1987年1月15日。身長は174cm。血液型はAB型。好みの服装はエレガント系。学年演劇では『ハムレット』のハムレット役。
日比谷 渉（ひびや わたる）
声：山口勝平
主人公の1年下の後輩。明るく元気な性格。いい男を目指しており、葉月を慕っている。プロ野球選手になって女子アナと結婚することを夢見ている。年下という立ち位置から、男の子の持つ子供っぽさや主人公との年の差を強調された描写が多い。いい男になる為に先輩達に弟子入りを申し出ているが、ことごとく断られている。三原にはコスプレをしてまで迫った。鈴鹿とはプロレス好きの趣味が合い、一緒にビデオを見ることも。野球部所属。一人称は「ジブン」だが、素の状態では「オレ」である。歩という小学生の妹がいる。
好きな香りは柑橘系
誕生日は1987年9月4日。身長は163cm。血液型はO型。好みの服装はスポーティ系。
氷室 零一（ひむろ れいいち）
声：子安武人
主人公のクラス担任をつとめる数学教師で、吹奏楽部の顧問も務めている。ドライブが好きで愛車はマサラティGT3000。真面目でお堅い性格をしており、規律を破った者にはたとえ誰であっても注意することを厭わない。生徒達からは恐れられており、教会の地下工場で作られたアンドロイドではないかと噂されている。彼自身も自動車を運転している時は機械の一部分になったような感触を楽しんでいる。だが居眠りやスピード狂、藤井との対決、バーのマスターとのイベントなどで、少し柔らかい人間らしい一面を覗くことができる。また姫条が吹き込んだ冗談を真に受けてしまう一面もあるほか、素直になり切れないところもある。ホラー映画の鑑賞が趣味で、観ることによって恐怖を克服しているらしい。吹奏楽部の顧問。ピアノの演奏イベントで流れる曲はリストの「ためいき」。零一という名前の由来は2進法の「0」と「1」から。あだ名はヒムロッチ。枕投げの時は部屋に見回りに来る、制限時間の役割である。『ときめきメモリアル Girl's Side 2nd Kiss』に登場する氷上格は親戚で「0123（零一兄さん）」と慕われている。なお、『ときめきメモリアル Girl's Side 3rd Story』にも登場し、学年主任を務めている。更に『ときめきメモリアル Girl's Side 4th Heart』では教頭に昇格しており、甥である氷室一紀が登場する。
好きな香りはホワイトムスク
誕生日は1975年11月6日。身長は188cm。血液型はA型。好みの服装はピュア系。学年演劇では風と共に去りぬのレット・バトラー役。
天之橋 一鶴（あまのはし いっかく）
声：小杉十郎太
学園の理事長で、理想の女性を育て上げるという夢を持っている。温和で人当たりの良い性格。一見するとダンディな中年男性だが、実年齢は36歳である。お金持ちであり、私邸で開かれるクリスマスパーティーに生徒達を招待してくれる。ファッションデザイナーの花椿吾郎とは昔からの親友。彼の父親と葉月の祖父が知り合い同士であることをほのめかす台詞もある。ディレクターの内田が語るところには、実際に幼い頃の葉月とは何度かあったことがあるらしい。また、関西からやってきた姫条をはばたき学園に入れたのも天之橋の判断である。その他にも次回作に登場する若王子貴文とも面識がある。
誕生日は1966年2月5日。身長は182cm。血液型はB型。好みの服装はエレガント系。学年演劇ではマイフェアレディのヘンリー・ヒギンズ教授役。
好きな香りはベルガモット
蒼樹 千晴（あおき ちはる）
声：森久保祥太郎
隠れキャラ。間違いメールが主人公の元に届くことで交流が始まる。元々、アメリカで生まれ育ったが日本に留学してきた高校生で、最初の内は日本語を話す事が出来ない。主人公とメールをやり取りするうちに日本語も上達していくようになる。実はきらめき高校の生徒であり、電脳部に所属している。丁寧で優しい性格の持ち主である。家族構成は両親と妹。関連書籍では彼にまつわるエピソードで、『ときめきメモリアル1』のヒロインの1人である紐緒結奈が彼の所属する電脳部のOGだということが明かされており、彼女以外のヒロインとも面識があることが軽く触れられている。卒業後は外交官を目指して一流大学に進学する。
好きな香りはワコルダー
誕生日は1986年8月18日。身長は170cm。血液型はA型。
天童 壬（てんどう じん）
声：保志総一朗
DS版のみに登場する隠れキャラその2。主人公が外出中にふとしたことがきっかけで知り合う。友達の影響で喧嘩にあけくれている毎日を送っている。中学時代はトップクラスの成績だったため、本来勉強はできる。高校では成績はとても低かったが主人公と勉強をしていくうちに成績も伸びていく。一見怖そうなイメージだが実際は気さくで明るい性格で優しい一面も持っている。あるイベントの選択肢により告白時の髪の色が変わる。続編である『ときめきメモリアル Girl's Side 2nd Kiss』の舞台である羽ヶ崎学園の生徒。その名前から発売前に「任天堂」と呼ばれ、現在でも呼ばれている。卒業後は一流大学を目指して勉強を続ける。
誕生日は1987年3月15日。身長は178cm。血液型はB型。
花椿 吾郎（はなつばき ごろう）
声：速水奨
アパレル界のご意見番的存在。天之橋とは友人であり、友達思い。おネェ言葉を使うのが特徴。昔はバンカラだったらしいが、海外から帰ってきたらこうなっていたらしい。氷室のことは幼い頃から知っている模様で「零一ちゃん」と呼んでいる。『ときめきメモリアル Girl's Side 2nd Kiss』に登場する花椿姫子、『ときめきメモリアル Girl's Side 3rd Story』に登場する花椿カレン、『ときめきメモリアル Girl's Side 4th Heart』に登場する花椿姉妹とは親戚。はばたきウォッチャーでは越中の愛好者である事と、越中姿のイラストが描かれている。
好きな香りは、自身の調合したオリジナル香水
誕生日は1965年1月1日。血液型はAB型。

### 女性キャラクター
有沢 志穂（ありさわ しほ）
声：ゆかな
勉強がよく出来る優等生タイプの女の子。一見冷たそうな眼鏡をかけているが面倒見のいい性格。趣味はポエム。背が高い事をコンプレックスにしている。花屋でバイトしている。守村桜弥と仲良くしていると、ライバルになることも。進路は弁護士を目指して一流大学へ。運動は苦手で、体育祭の際にも辞退することがある。枕投げでも動きはとろいが、必殺技「リリカルハートアタック」を持つ。なお、『ときめきメモリアル Girl's Side 2nd Kiss』でも一流大学に通いながら花屋で働き続ける姿が見られる。
好きな香りは白檀
誕生日は1987年1月20日。身長は168cm。血液型はA型。
須藤 瑞希（すどう みずき）
声：大谷育江
大財閥の一人娘。いつも執事のギャリソン伊藤と一緒にいる。勝気でわがままな性格のため友達は少ないが、とても寂しがり屋で根は優しい。フランスからの帰国子女のようで、言葉の発端にフランス語を話す癖がある（パリィなど）。テニス部所属。三原色と仲良くしていると、ライバルになることも。庶民の生活に興味があり、流行のドラマを観て展開に意見することもある。ニースに別荘をもっているらしい。祖母は教育に厳しい様子。祖父への見舞いの花を買おうとする場面がある。テニス部奥義「火の玉スマッシュ・ド・パリィ」は攻撃範囲が広いのでなかなか強力。紺野珠美をタヌキ、有沢志穂を「意地悪メガネ」、藤井奈津実を「アバレダヌキ」とバカにする発言もあった。卒業後はフランスへ留学。エンディングで主人公に対してスズランの花を贈り、友人だと思っているとフランス語で語りかける。
好きな香りはワイルドバニラ
誕生日は1986年7月16日。身長は157cm。血液型はB型。
藤井 奈津実（ふじい なつみ）
声：川上とも子
明るくおしゃべり好きな女の子でクラスの人気者。物事を深く考えるよりまず行動を起こすタイプ。氷室零一とは天敵同士で、彼の驚いた顔が見たくて落とし穴を掘ったり黒板消しをドアに挟んだり等していたがことごとく失敗に終わった。また、彼女と仲良くしていると氷室に関するメールが届くこともある。チアリーディング部所属。ファーストフード店でアルバイトしている。姫条まどかと仲良くしていると、ライバルになることもある。占いの結果に心動かされる乙女チックな一面もある。枕投げの時の必殺技「アクロバティック・ポンポン・ラッシュ」もなかなか強力。卒業後はフリーターの道へ。
好きな香りはラベンダー
誕生日は1986年12月18日。身長は159cm。血液型はAB型。
紺野 珠美（こんの たまみ）
声：南央美
おとなしめでおっとりした性格。その割には、パンクミュージックや格闘技のような熱い物が趣味。また、中学時代は水泳の記録保持者と言う意外な経歴がある。バスケ部のマネージャー。
弟の玉緒は、主人公の弟・尽と同じクラスになるほか、『ときめきメモリアル Girl's Side 3rd Story』にて攻略対象として登場する。鈴鹿和馬と仲良くしていると、ライバルになることも。仲良くなるとオリジナルの栄養ドリンクをプレゼントしてくれたりする。枕投げの必殺技「先生、男子の人たちが」は男性キャラの動きを完全に止めてしまう強力な攻撃（ただし味方である男子の動きも止めてしまう）。運動が得意な為にフットワークがよく、枕の飛距離も長いので手強い。卒業後は料理の専門学校に進学する。
好きな香りはバンブー
誕生日は1986年6月5日。身長は151cm。血液型はO型。

### その他のキャラクター
尽（つくし）
声：折笠愛
主人公の弟。生意気だけど姉思いで、気になる男の子の情報を教えてくれる。休日にコマンドを実行すると主人公の側で遊んでいる。日比谷を弟分扱いしたり姉にも何かと余計な一言を言うが、お菓子に釣られたりおみくじの大吉で思わず喜んでしまう子供らしい一面もある。
誕生日は1992年4月11日。血液型はO型。
ギャリソン伊藤（ギャリソン いとう）
声：北村弘一
須藤瑞希の執事であり、幼い頃から見守っていた彼女をとても大切にしている。本名は伊藤惣吉。
『GS』のファン向けムック『別冊はばたきウォッチャー』のインタビューでコナミのスタッフは「ギャリソン時田（この声優も北村弘一である。）をモデルにしたわけではないが、ギャリソン時田のような大人にはなりたかった」と発言している。
益田 義人（ますだ よしひと）
声：大倉正章
氷室零一の学生時代からの友人、ジャズバーを経営している。
登場回数は少ないものの、攻略対象外キャラで唯一テレホンカード（公式グッズ）が発売されている。
誕生日は1975年5月23日。
教会の少年
声：齋藤彩夏
主人公の幼い頃の思い出の少年。
齋藤くん
待ち合わせ場所にランダムで現れるキャッチセールスマン。氷室零一の元教え子。今作の続編にあたる『2nd kiss』にも登場しており、真咲元春の友人の兄であることも明らかになっている。
ジャアナさん
待ち合わせ場所にランダムで現れるナンパ男。本名は不明。守村桜弥が「じゃあな！」という言葉を名前だと勘違いしたことからこのあだ名がついた。
紺野玉緒
紺野珠美の弟。今作では珠美のメールで名前のみ登場。
グッズ、書籍等で幼少期のイラスト、誕生日（現在のプロフィールとは違う）などが公開されている。
『ときめきメモリアル Girl's Side 3rd Story』では、ひとつ年上の先輩で攻略対象として登場。

### ノベライズに登場する人物
一ノ瀬 ナオ（いちのせ ナオ）
第1巻に登場する葉月珪の恋愛対象者。文化祭実行委員長に指名され、挨拶で自分のことを「悪の女帝」発言するなど多少変わり者だが実行力はかなりある。とある事情で恋愛が出来ない。ゲーム本編の主人公と同じ立場である。
二宮 未緒（にのみや みお）
第2巻に登場する氷室零一の恋愛対象者。成績は下から数えたほうが早かったが、氷室の特別授業の成果で成績は上昇していく。ゲーム本編にモデルがいない、ノベライズ版オリジナルキャラクター。

## 評価
ライターの如月レンは、電ファミニコゲーマーに寄せた記事の中で、「初めましての人が手に取りやすい工夫とコア層にも訴えかける斬新なシステム」が本作のヒットにつながったと推測している。

### DS版に対する評価
GSDSはファミ通クロスレビューでは7、8、8、8で31点でシルバー殿堂入り。レビュアーは2画面を活かしたデート中のスキンシップで冗長さが軽減、三角関係の要素、新キャラクターの登場や新録ボイスの多さを賞賛した。その一方で、「後半の展開は賛否が分かれるかもしれない」といった意見や、「ハードの制約上EVSが再現されていない」とった意見も寄せられた。
如月レンはGSDSについて、EVS等の要素が削除されたことについて触れつつも、ニンテンドーDSならではの2画面やタッチパネルといった要素を活用した良質なアレンジ移植であると評価した。

## 主題歌（PS2版）
主題歌：B'z（VERMILLION RECORDS）
オープニングテーマ「SIGNAL」
作詞 稲葉浩志　作曲：松本孝弘　編曲：松本孝弘・稲葉浩志・徳永暁人
エンディングテーマ「美しき世界」
作詞 稲葉浩志　作曲：松本孝弘　編曲：松本孝弘・稲葉浩志・池田大介
どちらもアルバム『GREEN』（2002年7月3日発売）に収録

## 関連商品

### CD
- ときめきメモリアル Girl's Side プロローグ　ファースト・ラブ

- ときめきメモリアル Girl's Side Clovers' Graffiti 1 葉月 珪
- ときめきメモリアル Girl's Side Clovers' Graffiti 2 日比谷 渉
- ときめきメモリアル Girl's Side Clovers' Graffiti Vol.3 鈴鹿和馬
- ときめきメモリアル Girl's Side Clovers' Graffiti Vol.4 姫条まどか
- ときめきメモリアル Girl's Side Clovers' Graffiti Vol.5 三原色
- ときめきメモリアル Girl's Side Clovers' Graffiti Vol.6 氷室零一
- ときめきメモリアル Girl's Side Clovers' Graffiti Vol.7 蒼樹千晴

- ときめきメモリアル Girl's Side chapter1 〜Spring〜
- ときめきメモリアル Girl's Side chapter2 Another Season〜Summer〜
- ときめきメモリアル Girl's Side chapter3 Another Season〜Autumn〜

- ときめきメモリアル Girl's Side ラジオドラマ Vol.1〜feat. 葉月珪・守村桜弥
- ときめきメモリアル Girl's Side ラジオドラマ Vol.2〜feat.姫条まどか・鈴鹿和馬
- ときめきメモリアル Girl's Side ラジオドラマ Vol.3〜feat.氷室零一・三原色

- ときめきメモリアル Girl's Side イメージソングコレクション〜Be Mine〜
- ときめきメモリアル Girl's Side オリジナル・ゲーム・サウンドトラック

### 関連書籍
- 攻略ガイドブック
  - ときめきメモリアル ガールズサイド コナミ公式パーフェクトガイド KONAMI OFFICIAL GUIDEパーフェクトシリーズ
  - ときめきメモリアル Girl's Side公式ガイドブック コナミ完璧攻略シリーズ
  - ときめきメモリアル Girl's Side 公式ガイド完全版
  - ときめきメモリアル Girl's Side 1st Love公式ガイド　コンプリートエディション

- 短編小説集
  - ときめきメモリアル Girl's Side　（葉月）
  - ときめきメモリアル Girl's Side　＜2＞（氷室）
- ときめきメモリアル Girl's Side illustrations　（初のイラスト＆設定集）

## シリーズ作品（カッコ内は対応機種の略）
- ゲームソフト
  - ときめきメモリアル Girl's Sideタイピング （Win・Macハイブリッド）
  - ときめきファクトリー （Win・Macハイブリッド）
- 携帯電話
  - ときめきメモリアル Girl's Sideぱずるだま

## トリビア
- ゲーム中に登場する店舗の中には、「ブティックナナミ」「ジュエリーヴァンサン」「雑貨店シモン」「ブティック・ソフィア」「喫茶店アルカード」などコナミのゲームのキャラクター名がつけられているものがある。
- サブシナリオライターの一人としてエンディングに名前がある山田桜丸は、後の直木賞作家となった桜庭一樹の別名である。